# Stemphylium callistephi
Stemphylium callistephi är en svampart som beskrevs av K.F. Baker & L.H. Davis 1950. Stemphylium callistephi ingår i släktet Stemphylium och familjen Pleosporaceae.   Inga underarter finns listade i Catalogue of Life.